# ブルム (オーストリア)
ブルム（Julius Blum GmbH）は、家具用金物の国際的製造業者である。本社所在地はオーストリア・フォアアールベルク州ヘキスト。27の子会社と10箇所の生産拠点を持つ。

## 企業概要
ユリアス・ブルム社は100%の株式を親族が所有する家族経営企業であり、その内訳はヘルベルト・ブルム (Herbert Blum)26 %、ゲルハルト・E・ブルム (Gerhard E. Blum)26 %、ブルム財団が48%となっている。
製品は世界120か国で販売されており、海外での売上が97%を占めている。オーストラリアの新規特許ランキング2011で2位に位置した実績があり、1,200以上の有効なパテントを保有している。
オーストリア・フォアールベルク州に7つ、その他北米・ノースカロライナ、ブラジル・サンパウロおよびポーランド・スバジェンツに、合計10箇所の生産拠点を持つ。

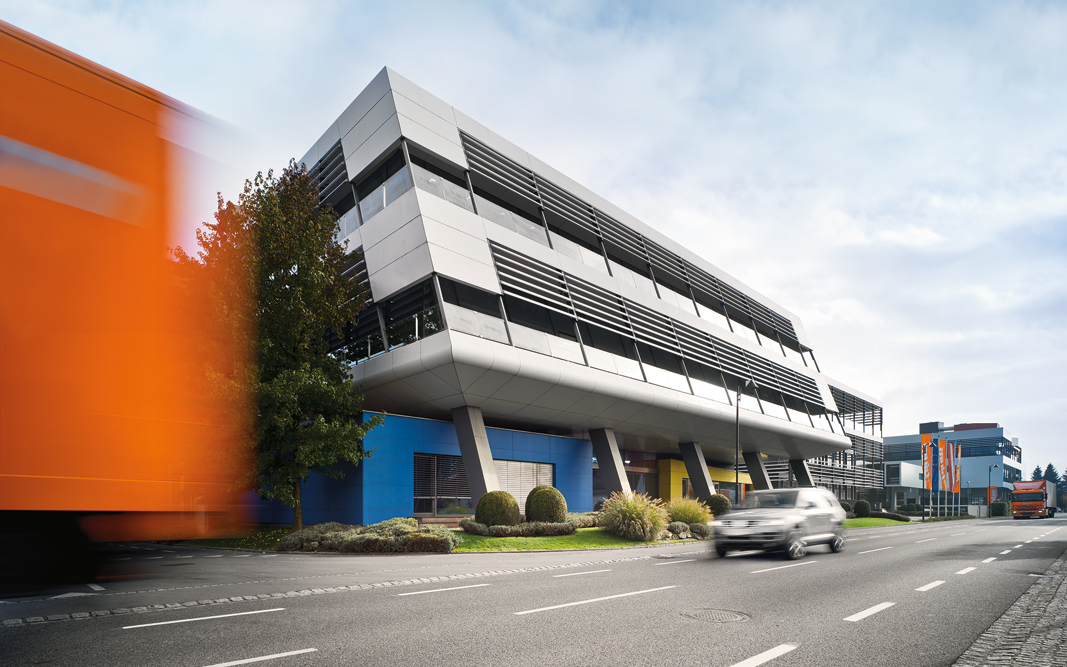
ヘキスト第2工場
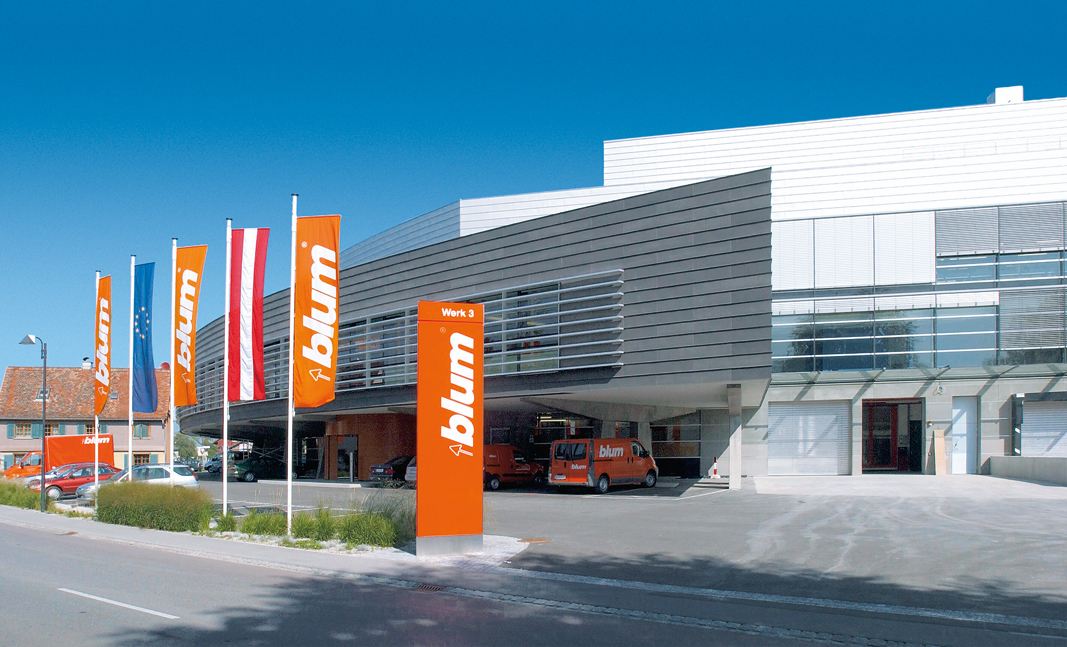
ヘキスト第3工場
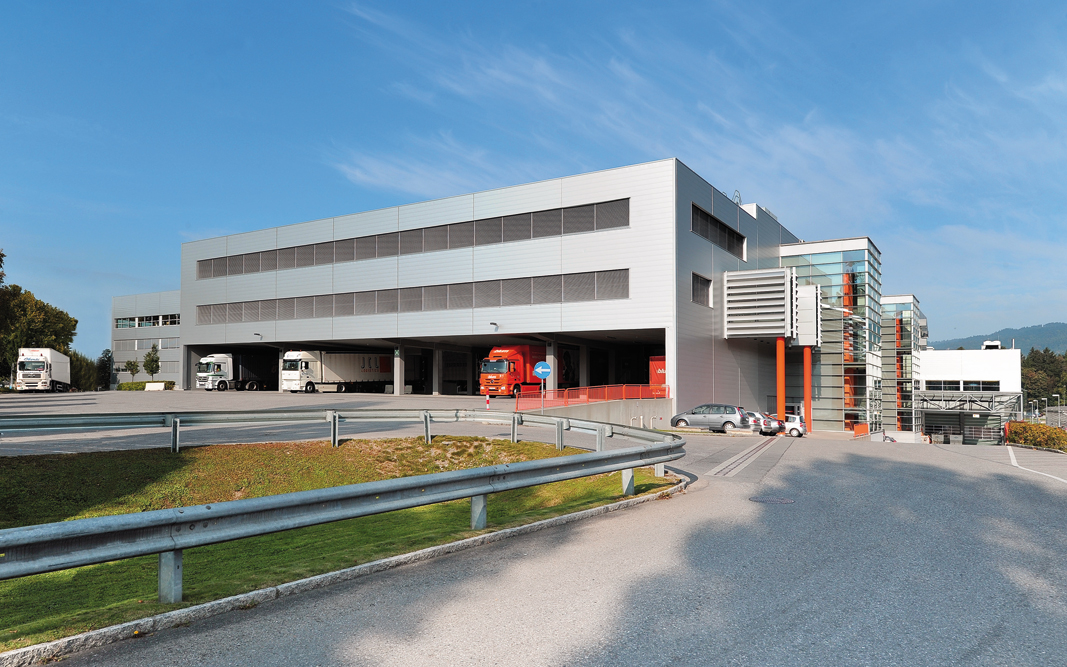
ブレゲンツ第4工場
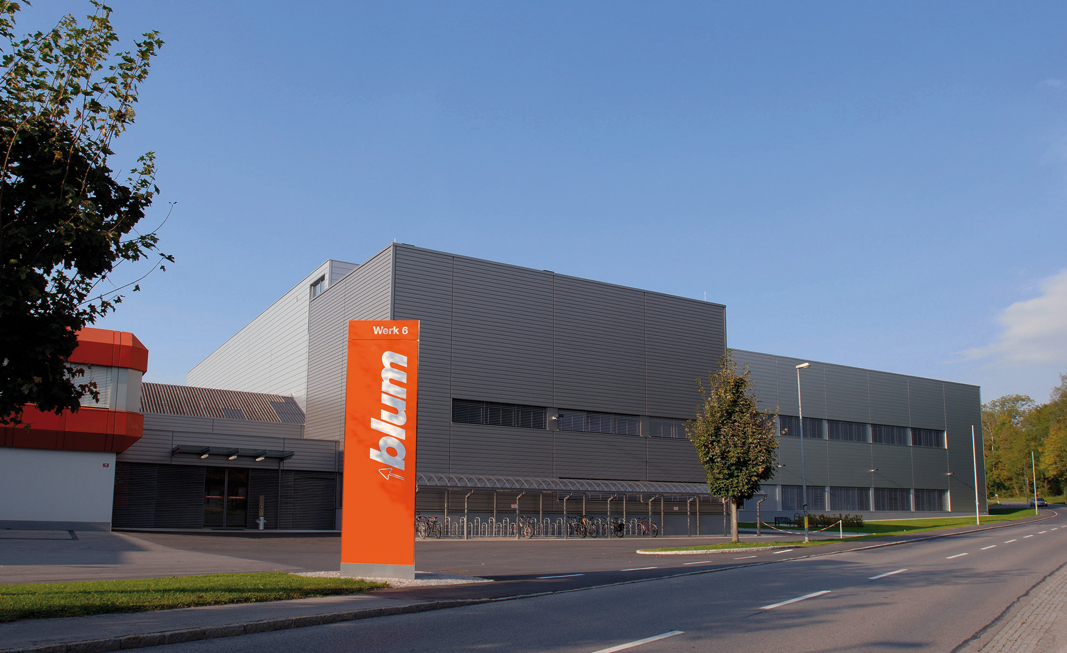
ガイスアウ第6工場
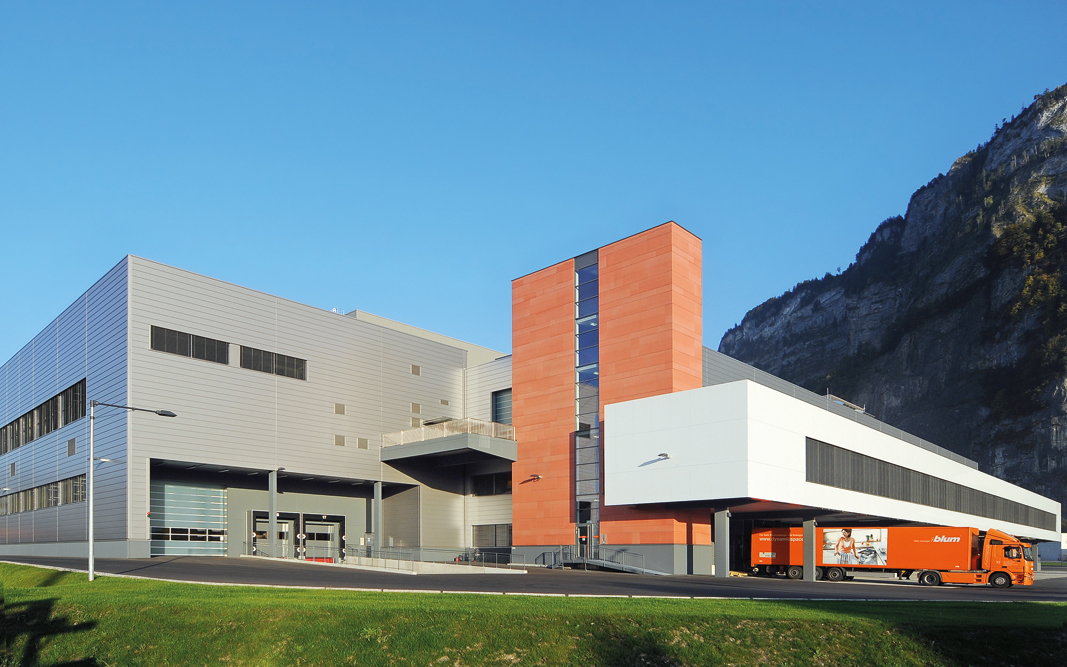
ドルンビルン第7工場
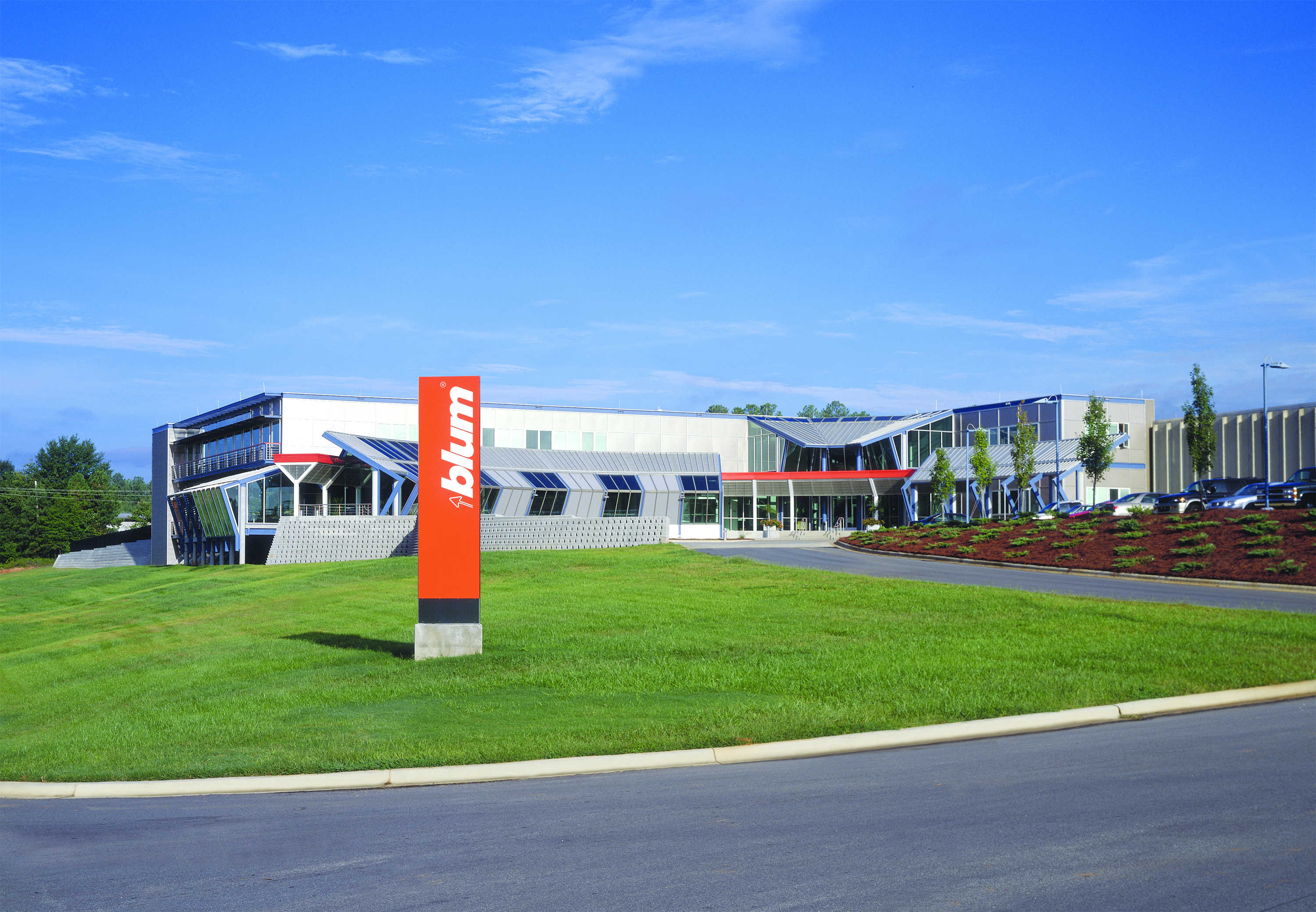
アメリカ・ノースカロライナ工場
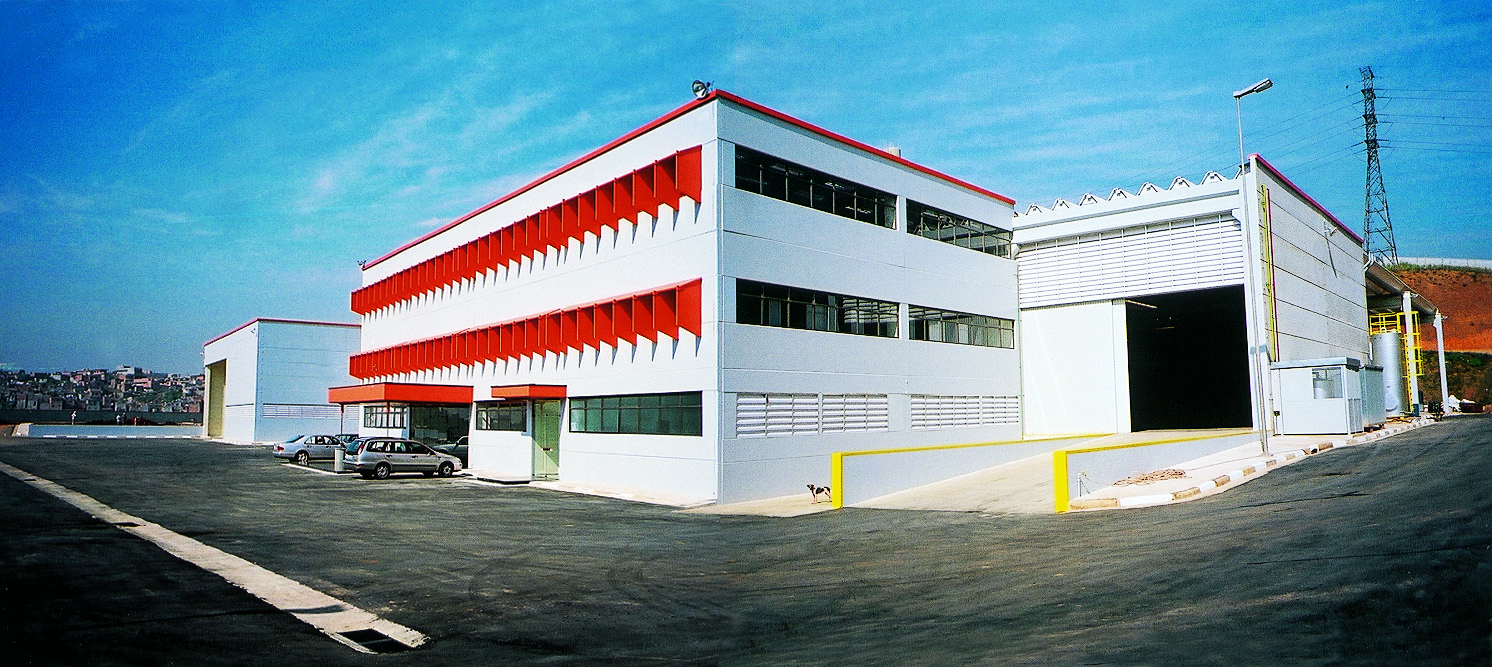
ブラジル・サンパウロ工場
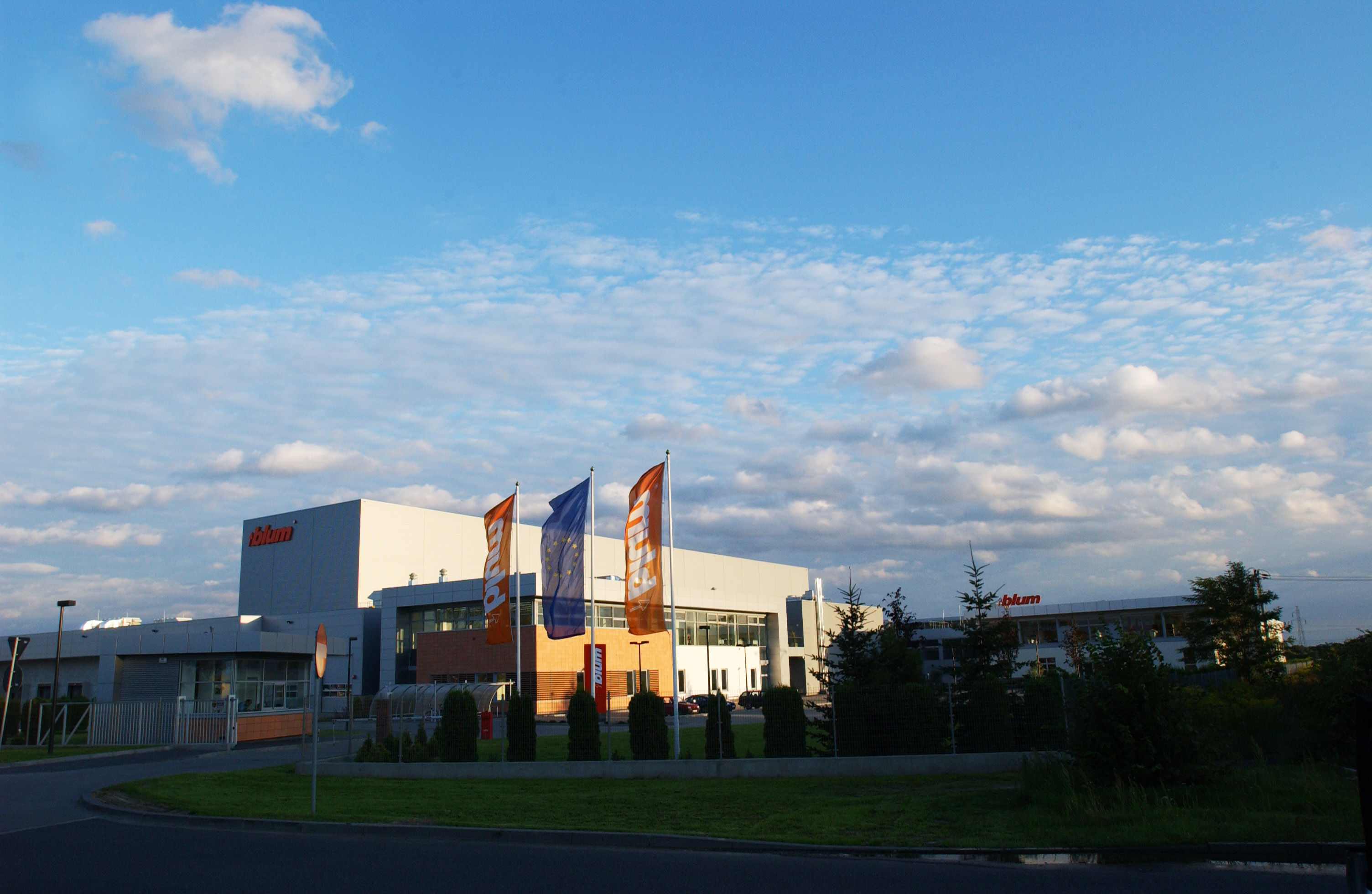
ポーランド・スバジェンツ工場

## 沿革
以下の出典はいずれも会社沿革による。
- 1952年5月 - ユリウス・ブルム (Julius Blum) が起業し、最初の製品である蹄鉄用の滑り止めねじを世に送り出す。
- 1958年 - 家具、窓、ドア用アヌーバヒンジ生産開始。
- 1964年 - ブルム・ヒンジー家具用隠しヒンジの生産開始。
- 1965年 - ヨーロッパ向け輸出業務を開始。
- 1966年 - 引き出し用レールの生産開始。家具メーカーのサプライヤーとなる。
- 1967年 - ベルギー、ドイツ、イギリス、アイルランド、スイス、スカンジナビアに代理店。ケルン・インターツム（ドイツ・ケルンで開催される世界最大の家具産業展）に初出展。
- 1970年 - 独自の職業訓練制度開始。
- 1972年 - ヘキスト市に第2工場建設、操業開始。
- 1977年 - アメリカ、スウェーデンに姉妹会社設立。
- 1978年 - ヘキスト市に第2工場に大型自動倉庫建設。カナダブルム設立。
- 1981年 - ドイツ・ブルム設立。
- 1985年 - 工具不要のクリップヒンジ開発。
- 1987年 - 「メータボックス」（METABOX）の生産開始。イギリス・ブルム設立。
- 1989年 - 隠しレールシステム「タンデム」の導入。ノルウェー・ブルム設立。
- 1991年 - ISO9001認定企業（家具金物業界初）。フランス・ブルム設立。
- 1992年 - ポーランド・ブルム設立。
- 1993年 - チェコ・ブルム設立。
- 1994年 - ハンガリー・ブルム設立。
- 1995年 - EMAS（ヨーロッパ環境管理監査制度）認定。ルーマニア・ブルム設立。
- 1996年 - トルコ・ブルム設立。
- 1997年 - ISO14001認定。オーストラリア、ロシア・ブルム設立。
- 1995年 - ブラジル･ブルム設立。
- 1999年 - クリップトップヒンジが市場に登場。
- 2001年 - 「ブルモーション」（BLUMOTION）発売。静かに閉まる引き出しレール。シリコンオイルの緩衝装置をインサート。東南アジア・ブルム設立。
- 2002年 - 中国ブルム設立。
- 2005年 - 家具用折れ扉金具「アベントス」とシンクロモーション発表。ウクライナ・ブルム設立。
- 2006年 - サーボドライブ（引出用電動式オープンサポートシステム）を市場に導入。香港ブルム設立。
- 2007年 - インターツムでサーボドライブ出展。 メキシコ・ブルム設立。
- 2008年 - カザフスタン、ベトナム・ブルム設立。
- 2009年 - 扉用チップオン（プッシュオープン）の導入。クリップトップブルモーションヒンジの発表。ダンパーシステムをヒンジに内蔵。インド・ブルム設立。
- 2010年 - アベントスサーボドライブ（電動リフトシステム）を開発、発売。ニュージーランド・ブルム設立。
- 2011年 - モベント引出システム、レグラボックス ボックスシステムの導入。北アフリカ、ポルトガル・ブルム設立。
- 2012年 - レールシステム「モベント」の導入。ギリシャ・ブルム設立。
- 2014年 - オープニングサポートシステム、チップオン機能に、引出が静かに快適に閉まるダンパー機能を融合した最新のモーションテクノロジー「ブルモーション」を市場に導入。

## ブルム・ブランド
ブルムは単なる家具の開閉という動作を、感覚的な優れた動作に変えた。あらゆる居住空間、特にキッチンでの動きやすさを向上させた。特にブルモーション（BLUMOTION）は2008年ミラノサローネでのキッチン・家具では採用率は90%を越える。

## 環境対策
ブルム社の環境配慮に対する取り組みは様々な形で行われている。
- 生産工程における有害物の代替（オーストリアは内陸国なので、有害物質は周辺国にも影響を及ぼす。）
- 継続的にエネルギー消費を削減
- 原材料使用量の削減（社内リサイクリング）や再資源物の体積を圧縮する装置の導入。外部へ委託される再資源物（ごみを含む）の回収頻度は、従来2回／週から1回 ／週へと減らした。
- 再利用可能な梱包素材ダンボールやエコパックを積極的に採用・推進（blum-eco01）
- CO2削減の運送手段として、2009年夏に完成した第7工場では工場内に鉄道引込線を入れ、鉄道輸送に重点を移している（blum-eco02）。
- トラック輸送では運転 手に効率的な運転の仕方の教育を行っている。
- スペースの有効活用によって総敷地面積14,295㎡に対し、使用している床面積は50,460 ㎡となっている。（blum-eco03
- 熱回収システムによる空気循環と塗装工場（第6工場）で使用される水の循環再利用
- 建物の断熱化（建物正面に約12cm、屋根に約16cmの熱絶縁材を使用）
- 従業員の通勤方法に自転車を推奨している。

## 職業訓練校システム
中学を卒業した若者を採用し、3年半から4年のトレーニングで一流の技術者に育成する独自の教育システムを1970年に設立。高度な技術を有した訓練生たちは技術オリンピックで数々のメダルを獲得している。この教育システムはEUで高い評価を受け、各国でこの教育システムは模範例とされている。ブルムUSAでも独自の実習訓練システムを導入している。現在ブルムグループでは289名の訓練生が雇用されている。